# Падула (Козенца)
Падула је насеље у Италији у округу Козенца, региону Калабрија.
Према процени из 2011. у насељу је живело 595 становника. Насеље се налази на надморској висини од 230 м.